# 伊王 (海防艦)
伊王（いおう）は、日本海軍の海防艦。鵜来型海防艦の22番艦。艦名は長崎県にある伊王島にちなむ。太平洋戦争を生き延びて戦後は復員輸送に従事した。伊王はローマ字表記（英語表記）にした場合「Io」と僅か2文字であるため、球磨型軽巡洋艦の大井と並び、艦名としては世界一短いものだとされている。

## 艦歴

### 起工-竣工-訓練
マル戦計画の海防艦、第4701号艦型の12番艦、仮称艦名第4712号艦として計画。1944年（昭和19年）11月25日、佐世保海軍工廠で起工。12月8日、「伊王」と命名され鵜来型に分類されて同級の22番艦に定められる。1945年（昭和20年）2月10日、艤装員事務所を設置。12日、進水。3月10日、艤装員長に小寺藤治少佐が着任。24日竣工。小寺少佐（伊王艤装員長）は伊王海防艦長となる。同日附で、伊王艤装員事務所は撤去された。本籍を佐世保鎮守府籍に定められ、佐世保鎮守府警備海防艦となり呉鎮守府部隊呉防備戦隊に編入された。
4月23日、伊王は海防艦保高と共に舞鶴に到着。24日、2隻は舞鶴を出港し、七尾に回航。付近の海上にて対潜水艦を主体とした諸訓練を実施。
5月5日、伊王は舞鶴鎮守府部隊第五十一戦隊に編入された。6月1日、伊王は七尾を出港。3日、大湊警備府部隊に編入された。

### 海軍艦艇
1945年（昭和20年）6月4日、伊王は大湊に到着。5日に出港し、北海道南方沖で対潜哨戒にあたる。8日、津軽海峡で輸送船団と合流し、小樽、船川を経由した後大湊へ回航された。12日、伊王は大湊を出港して横浜へ向かう特設運送艦第1雲洋丸（中村汽船、2,042トン）他からなる輸送船団を途中まで護衛した後、大湊に戻った。21日、大湊を出港し船団護衛にあたり、船川、小樽を経由して7月5日に大湊に到着。伊王は8日に出港した後対潜哨戒にあたり、10日に八戸に到着。14日に出港して大湊に向かうが、出港後すぐにアメリカ海軍の第38任務部隊（司令官：ジョン・S・マケイン・シニア中将）の空襲を受ける。この空襲で機銃掃射を受けたため船体が小破し、乗員4名が戦死し61名が負傷する被害を出した。同日1600、大湊に到着。8月1日、連合艦隊第十二航空艦隊第百四戦隊に編入。
9日、護衛する予定だった敷設艦常盤、特設敷設艦高栄丸（大同海運、6,774トン）、特設運送艦千歳丸（日本郵船、2,668トン）からなる機雷敷設艦部隊が大湊空襲に遭遇し常磐が被弾擱座してしまった。10日、残された2隻を護衛して大湊を出港し、14日に稚内に到着。宗谷海峡の機雷敷設作業の護衛のため待機中の15日に終戦を迎えた。
8月11日、ソ連の侵攻により樺太の戦い (1945年)が始まった。当時日本領だった南樺太には40万人以上の民間人が居住しており、樺太庁は民間人の本土輸送を図った。日本の陸海軍も輸送に協力することとなり、稚内に停泊していた伊王もこれに参加。8月15日の日本のポツダム宣言受諾発表後も8月23日にソ連軍が島外移動禁止を発令するまで輸送は継続された。伊王は稚内と大泊の間を1往復半した。19日、避難民を乗せて大泊を出港し、稚内へ向かう途中ソ連軍機による雷撃と機銃掃射を受けたが、なんとか同日中に稚内に到着して避難民を降ろした。22日、稚内を出港して佐世保へ向かうが、港に入港する期限の24日となっても航海中であったため、25日に舞鶴に到着。9月15日、舞鶴鎮守府部隊に編入。10月5日、舞鶴にて武装解除がされた。11月20日、海防艦長が關戸好蜜中佐に交代。
海軍省の廃止に伴い1945年（昭和20年）11月30日除籍。

### 特別輸送艦
1945年（昭和20年）12月1日、第二復員省の開庁に伴い、佐世保地方復員局所管の特別輸送艦に定められ、主に南方からの復員輸送に従事。
1946年（昭和21年）6月13日、呉地方復員局所管に改められる。
12月24日、特別保管艦に指定される。
1947年（昭和22年）1月6日、佐世保地方復員局所管に改められる。
4月10日、特別輸送艦の定めを解かれた。その後1948年（昭和23年）5月に佐世保船舶工業（旧佐世保海軍工廠）で解体作業に着手、7月2日に解体完了となった。
なお、同じ艦名を持つ艦艇としては海上自衛隊の掃海艇「いおう」が挙げられるが、これは鵜来型海防艦の名称を受け継いだというよりは同じ読みの硫黄島に由来する。

## 海防艦長/艦長
艤装員長
1. 小寺藤治 少佐：1945年3月10日[4] - 1945年3月24日

海防艦長/艦長
1. 小寺藤治 少佐：海防艦長 1945年3月24日[5] - 1945年11月20日
2. 關戸好蜜 中佐/第二復員官：1945年11月20日[6] - 艦長 1945年12月1日 - 1946年1月22日
3. 平山敏夫 第二復員官/第二復員事務官/復員事務官：1946年1月22日[7] - 退任年月日不明[注 2]
4. （兼）宮田榮造 復員事務官：着任年月日不明[注 3] - 1946年12月23日[8]（本職：仙崎運航部長）

### 注
1. ↑  これは法令上の定員数であり、特修兵、その他臨時増置された人員を含まない。
2. ↑  2021年現在公開中の第二復員省辞令公報および復員庁第二復員局辞令公報では、平山復員事務官の退任発令は確認できない。
3. ↑  2021年現在公開中の第二復員省辞令公報および復員庁第二復員局辞令公報では、宮田復員事務官の着任発令は確認できない。